# Кузедеевское сельское поселение
Кузеде́евское се́льское поселе́ние — муниципальное образование в составе Новокузнецкого района Кемеровской области.
Административный центр — посёлок Кузедеево.

## География
- Общая площадь: 3000 км²
- Расположение: .Южная часть Новокузнецкого района
- Граничит:
  - на севере — с Загорским , и Сосновским (Куртуковским) поселением
  - на востоке — с Центральным (Атамановским) поселением, Междуреченским округом
  - на юге — с Таштагольским районом
  - на западе — с Алтайским краем
- По территории поселения проходят автомобильные дороги:
  - Новокузнецк-Кузедеево-Таштагол
  - Кузедеево-Ельцовка
- По территории поселения проходят железные дороги:
  - Новокузнецк-Таштагол (от о.п. Пионерлагерь до ст. Осман)
  - Новокузнецк-Междуреченск

По территории протекают реки Кондома, Мрассу, Кундель, Чумыш, Большой Теш.

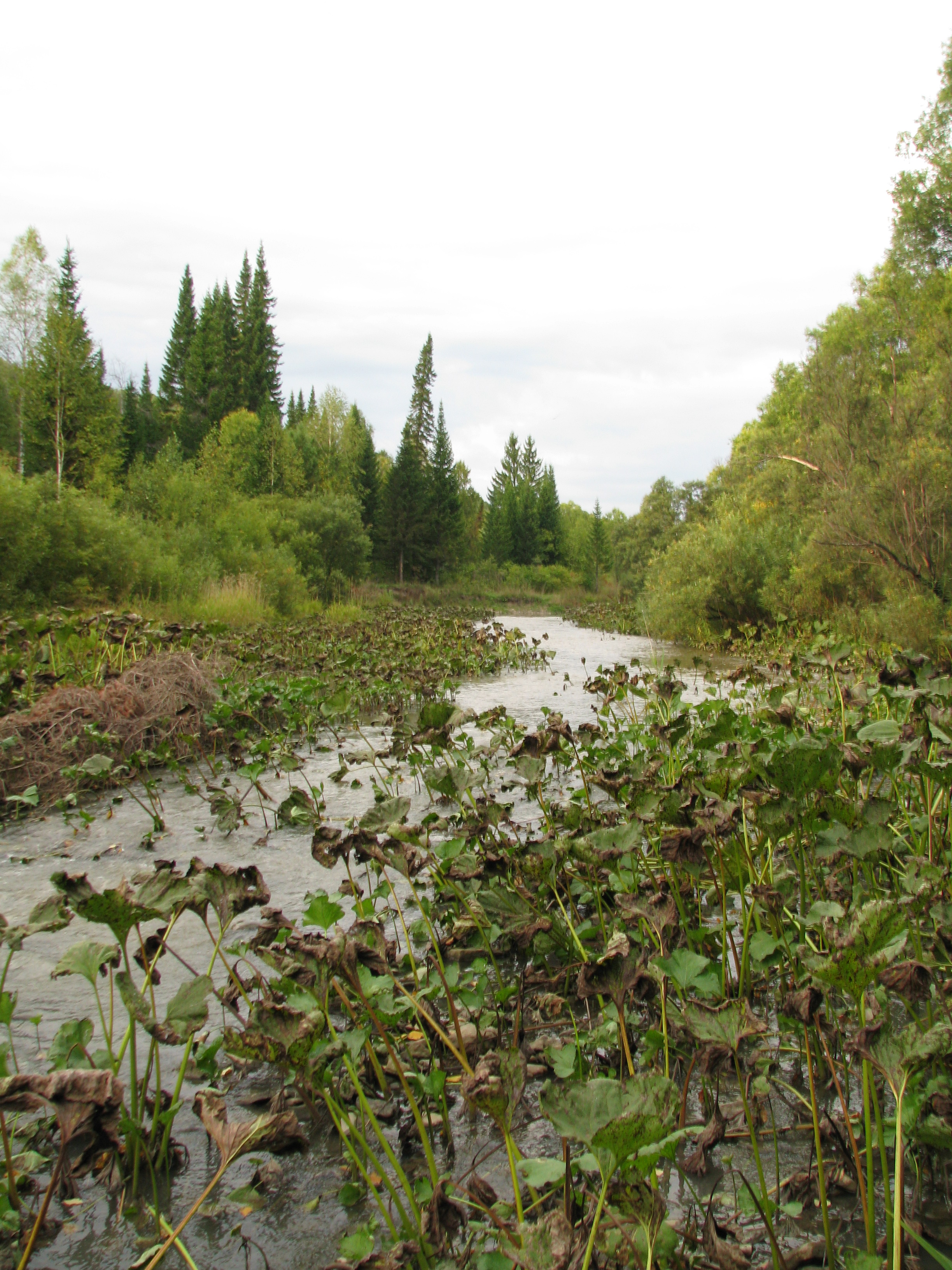
Река Большой Теш

В состав поселения входит урочище Протасово - Анклав Новокузнецкого района в Ельцовском районе Алтайского края.

## История
На территории Кузедеевского сельского Совета в тридцатые-пятидесятые годы находились сельские Советы:
Усть-Талинский сельский Совет с населением 1500 человек.
В состав Совета входили населенные пункты: Усть-Тала, Абрамовка, Осман, Луговушка, Подкатунь, Подутесная, Крутая, Курья.
Верх-Талинский сельский Совет с населением 1000 человек.
В состав Совета входили населенные пункты: Верх-Тала, Шартонка, Алькино, Верх-Чумыш, Казанкол, Средний Казанкол.
Гавриловский сельский Совет с населением 800 человек.
В состав Совета входили населенные пункты: Гавриловка, Новая деревня, Мерлеп, Крутая речка, Кулясово, Грековка, Березовая речка, Шиловка.
Рябиновский сельский Совет с населением 630 человек.
Тайлепский сельский Совет с населением 630 человек.
Аильский сельский Совет
17 декабря 2004 года в соответствии с Законом Кемеровской области № 104-ОЗ было образовано Кузедеевское сельское поселение.
26 ноября 2013 года после вступления в силу областного закон от 7 марта 2013 года № 17-ОЗ в состав Кузедеевского сельского поселения включено упразднённое Сары-Чумышское сельское поселение.
C осени 2022 ликвидировано. В администрации Новокузнецкого муниципального округа образовано Кузедеевское территориальное управление.

## Население
| 2010  | 2011  | 2012  | 2013  | 2014  | 2015  | 2016  |
| ----- | ----- | ----- | ----- | ----- | ----- | ----- |
| 4165  | ↘4161 | ↗4176 | ↗4203 | ↘4147 | ↘4086 | ↗5506 |
| 2017  | 2018  | 2019  | 2020  | 2021  |       |       |
| ↗5516 | ↘5472 | ↘5453 | ↘5409 | ↘5228 |       |       |

## Состав сельского поселения
| №  | Населённый пункт  | Тип населённого пункта          | Население |
| -- | ----------------- | ------------------------------- | --------- |
| 1  | Балластный Карьер | посёлок                         | 0         |
| 2  | Бенжереп 1-й      | село                            | 498       |
| 3  | Бенжереп 2-й      | село                            | 172       |
| 4  | Большая Сулага    | село                            | 3         |
| 5  | Гавриловка        | посёлок                         | 87        |
| 6  | Кандалеп          | посёлок                         | 170       |
| 7  | Килинск           | посёлок                         | 2         |
| 8  | Крутая            | деревня                         | 16        |
| 9  | Кузедеево         | посёлок, административный центр | ↘3314     |
| 10 | Курья             | посёлок                         | 9         |
| 11 | Лыс               | село                            | 314       |
| 12 | Мунай             | посёлок                         | 92        |
| 13 | Новостройка       | посёлок                         | 2         |
| 14 | Осман             | посёлок                         | 84        |
| 15 | Подстрелка        | посёлок                         | 15        |
| 16 | Сары-Чумыш        | село                            | 514       |
| 17 | Урнас             | посёлок                         | 8         |
| 18 | Усть-Тала         | посёлок                         | 3         |
| 19 | Шарово            | село                            | 2         |
| 20 | Шартонка          | посёлок                         | 23        |
| 21 | Юла               | посёлок                         | 16        |

## Экономика
Предприятия сферы услуг, с хозяйство (совхозы Кузедеевский, Кузнецкий, Партизан, Лысинский, Чумышский , Николаевский) , лесная промышленность.

## Достопримечательности
- Кузедеевский липовый остров